# آمیت ساد
آمیت ساد (به انگلیسی: Amit Sadh) (زاده ۵ ژوئن ۱۹۷۹) بازیگر هندی است.
از فیلم‌هایی که وی در آن نقش داشته‌است می‌توان به سرکار ۳ اشاره کرد.

## فیلم‌شناسی
فهرست برخی از فیلم‌هایی که آمیت ساد در آنها به ایفای نقش پرداخته‌است:
- سرکار ۳
- سلطان
- مسابقه ۳
- طلا
- آکیرا
- کای پو چی!
- سوپر ۳۰
- شاکونتالا دوی
- رفیق
- فوت کردن ۲
- سوکی